# Markku Yli-Isotalo
Markku Yli-Isotalo (* 9. November 1952 in Kuortane; † 2. August 2011) war ein finnischer Ringer.

## Werdegang
Markku Yli-Isotalo begann als Schüler im Jahre 1961 in seiner Heimatstadt beim Ringerclub Kuortaneen Kunto mit dem Ringen. Er betätigte sich dabei ein beiden Stilarten, freier Stil und griechisch-römischen Stil. Markku Yli-Isotalo entwickelte sich zu einem guten Ringer, der Anfang der 1970er Jahre nach dem Rücktritt des Weltmeisters Eero Tapio der beste finnische Ringer im Leichtgewicht in beiden Stilarten war. Diese Position hielt er bis gegen Ende der 1970er Jahre.
Markku Yli-Isotalo errang in diesem Zeitraum insgesamt elf finnische Meistertitel bei den Senioren, fünf im griech.-röm. Stil und sechs im freien Stil. Sein Debüt auf der internationalen Ringermatte gab er im Jahre 1970 mit einem fünften Platz bei der Junioren-Europameisterschaft (Juniors = bis zum 18. Lebensjahr) in Huskvarna im griech.-röm. Stil in der Klasse bis 60 kg Körpergewicht.
Bei den Senioren erreichte er 1974 bei den Nordischen Meisterschaften in Trelleborg im Leichtgewicht (griech.-röm. Stil) hinter dem Schweden Lars-Erik Skiöld den 2. Platz. Lars-Erik Skiöld wurde er in der Folgezeit zu einem regelrechten Angstgegner von Markku Yli-Isotalo, gegen den er mehrfach verlor.
Das beste bestes Ergebnis bei einer internationalen Meisterschaft von Markku Yli-Isotalo war der 4. Platz bei der Weltmeisterschaft 1975 in Minsk im griech.-röm. Stil im Leichtgewicht. Bei dieser Weltmeisterschaft besiegte er auch den bundesdeutschen Meister Erich Klaus aus Reilingen nach Punkten. Bei den einzigen Olympischen Spielen, an denen er teilnahm, belegte er im Jahre 1976 in Montreal im Leichtgewicht, griech.-röm. Stil, den 8. Platz. Er besiegte dabei erstmals Lars-Erik Skiöld und verbaute diesem damit den Weg in die Medaillenränge. Niederlagen musste er von Manfred Schöndorfer aus Bad Reichenhall und dem Türken Erol Mutlu einstecken.
Ende 1979 beendete Markku Yli-Isotalo seine internationale Ringerlaufbahn. Sein Nachfolger in Finnland wurde der spätere Weltmeister Tapio Sipilä.

## Internationale Erfolge
(OS = Olympische Spiele, WM = Weltmeisterschaft, EM = Europameisterschaft, F = freier Stil, GR = griech.-röm. Stil, Le = Leichtgewicht, We = Weltergewicht, Mi = Mittelgewicht, damals bis 68 kg, 74 kg u. 82 kg Körpergewicht)
- 1970, 5. Platz, Junioren-EM (Juniors) in Huskvarna, GR, bis 60 kg Körpergewicht, hinter Lars-Erik Skiöld, Schweden, Waleri Spiridonow, UdSSR, Alexander Szabo, Rumänien, und Ivan Velluttini, Schweiz, und vor Janko Schopow, Bulgarien;
- 1973, 12. Platz, EM in Lausanne, F, Le, nach Niederlagen gegen Ali Sahin, Türkei, und Sreter Saliovski, Jugoslawien;
- 1973, 10. Platz, EM in Helsinki, GR, Le, mit einem Sieg über Öistein Davidsen, Norwegen, und Niederlagen gegen Eugen Hupcă, Rumänien, und Lars-Erik Skiöld;
- 1973, 11. Platz, WM in Teheran, GR, Le, nach Niederlagen gegen Mohamed Dalirian, Iran, und Lars-Erik Skiöld;
- 1974, 2. Platz, Nordische Meisterschaft in Trelleborg, GR, Le, hinter Lars-Erik Skiöld und vor Tage Weirum, Dänemark, und L. Karlsson, Norwegen;
- 1974, 9. Platz, WM in Kattowitz, GR, Le, mit Siegen über Ioannis Mavraganis, Griechenland, und Mustafa Artaner, Türkei, und Niederlagen gegen Istvan Nemeth, Ungarn, und Andrzej Supron, Polen;
- 1975, 6. Platz, Turnier in Klippan, GR, We, hinter Iwan Zemkow, UdSSR, Jan Karlsson, Schweden, Veikko Lavonen, Finnland, Kurt Gansserich, BRD, und Janko Schopow;
- 1975, 11. Platz, EM in Ludwigshafen am Rhein, GR, Le, nach Niederlagen gegen Manfred Schöndorfer, BRD, und Ștefan Rusu, Rumänien;
- 1975, 4. Platz, WM in Minsk, GR, Le, mit Siegen über Erich Klaus, BRD, Hans Brötzner, Österreich, und Pavel Ehrlich, Tschechoslowakei, und Niederlagen gegen Takeshi Kobayashi, Japan, und Binjo Tschifudow, Bulgarien;
- 1976, 13. Platz, EM in Leningrad, GR, Le, nach Niederlagen gegen Ferenc Toma, Ungarn, und Schamil Chisamutdinow, UdSSR;
- 1976, 8. Platz, OS in Montreal, GR, Le, mit Siegen über Lars-Erik Skiöld und Arona Mane, Senegal, und Niederlagen gegen Manfred Schöndorfer und Erol Mutlu, Türkei;
- 1977, 10. Platz, EM in Bursa, GR, Le, nach Niederlagen gegen Heinz-Helmut Wehling, DDR, und Károly Gaál, Ungarn;
- 1977, 7. Platz, WM in Göteborg, Gr, Le, mit Siegen über Trond Kvalheim, Norwegen, Heinrich Magistrini, Schweiz, und Ioannis Mavraganis und Niederlagen gegen Andrzej Supron und Károly Gaál;
- 1978, 13. Platz, EM in Oslo, GR, Le, nach Niederlagen gegen Stefan Rusu und Gennadi Jermilow, UdSSR

## Finnische Meisterschaften
- 1972, 2. Platz, F, Le, hinter Jorma Liimatainen und vor Jorma Sarinen,
- 1973, 2. Platz, F, Le, hinter Jorma Liimatainen und vor Joukka Kuossari,
- 1973, 1. Platz, GR, Le, vor Veikko Lavonen und Martti Laakso,
- 1974, 1. Platz, F, Le, vor Joukko Kuossari und Pentti Ojala,
- 1974, 1. Platz, GR, Le, vor Jorma Juopperi und Jorma Talvitie,
- 1975, 1. Platz, F, Le, vor Kari Övermark und Matti Övermark,
- 1975, 1. Platz, GR, Le, vor Jorma Juopperi und Juhani Tuuri,
- 1976, 1. Platz, F, Mi, vor Esa Ahvenniemi und Veikko Lavonen,
- 1976, 3. Platz, GR, We, hinter Mikko Huhtala und Esko Hindikka,
- 1977, 1. Platz, F, We, vor Hannu Lemettinen und Matti Övermark,
- 1977, 1. Platz, GR, Le, vor Pekka Hjelt und Markku Lesell,
- 1978, 1. Platz, F, We, vor Timo Kangasniemi und Jouni Mattila,
- 1978, 1. Platz, GR, Le vor Tapio Sipilä und Arto Ahonen,
- 1979, 1. Platz, F, Mi, vor Joukko Knuutila und Ari Lahtinen,
- 1979, 3. Platz, GR, We, hinter Matti Övermark und Tapio Sipilä